# Maryse Thomas
Maryse Thomas est une entrepreneur de l'internet, fondatrice et CEO de Pokeware, entreprise technologique qui a mis en place une plateforme innovante d’échange de publicité et d’optimisation de solutions innovantes de commerce électronique par le biais de contenus de vidéos et de réseaux sociaux,.  
Maryse Thomas a été invitée dans différents programmes télévisés américains tels que Fox News, CNBC y Bloomberg Televisión.

## Autres activités
En plus de son activité chez Pokeware, Thomas est membre actif du lobby technologique TechNet et participe à différents évènements régionaux défendant les avantages de l’économie de l‘innovation. Elle est membre du conseil d’administration de Flingo, de Saavn et de I/o Ventures.
Maryse Thomas est une grande passionnée d’athlétisme et concours annuellement au marathon de New York. 